# Emil Hartmann (Offizier)
Emil Johann Georg Ludwig Hartmann (* 23. September 1843 in Groß-Glogau, Provinz Schlesien; † 30. Juli 1914 in Berlin) war ein preußischer Generalmajor, Freimaurer und Militärschriftsteller.

## Leben
Emil Hartmann trat nach seiner Schulzeit in die Preußische Armee ein und wurde im Alter von 18 Jahren am 5. November 1861 zum Offizier ernannt. Er nahm 1866 am Deutschen Krieg und vier Jahre später am Deutsch-Französischen Krieg von 1870/71 teil und rückte während seiner aktiven Dienstzeit im Ingenieur- und Pionierkorps bis zum Oberst und Inspekteur der 4. Festungs-Inspektion in Berlin auf. Nach 34 Dienstjahren wurde er am 18. Oktober 1894 in Genehmigung seines Abschiedsgesuches mit Pension und der Berechtigung zum Tragen der Uniform des Hannoverschen Pionier-Bataillons Nr. 10 zur Disposition gestellt.
Nach seiner Verabschiedung veröffentlichte er Artikel und auch umfangreichere Werke im Bereich der militärischen Fachliteratur und betreute darüber hinaus verantwortlich ab 1898 für mehrere Jahre die Militärzeitschrift Kriegstechnische Zeitschrift. Für Offiziere aller Waffen. Organ für kriegstechnische Erfindungen und Entdeckungen auf allen militärischen Gebieten, die jede neue „zivile Technik“ auf ihre militärische Tauglichkeit prüfte und die Erkenntnis verbreitete, dass militärischer Erfolg ohne Wissenschaft nicht mehr zu garantieren sei. Emil Hartmann erhielt 1908 noch den Charakter als Generalmajor.

## Betätigungen als Freimaurer
Emil Hartmann wurde am 19. September 1869 in der Loge Zum treuen Verein in  Wittenberg in den Freimaurerbund aufgenommen, war von 1871 bis 1873 in Minden, schloss sich in Straßburg der neu errichteten deutschen Loge Zum treuen Herzen an und bekleidete in dieser Bauhütte die Stellen des zweiten Aufsehers und des zugeordneten Meisters vom Stuhl. In der Zeit von Oktober 1878 bis Januar 1884 war er in Metz, trat als aktives Mitglied der Loge Zum Tempel des Friedens bei und wurde hier zum zugeordneten Meister vom Stuhl gewählt. Nach seiner Versetzung nach Glatz schloss er sich als ständig Besuchender der Loge Zu den drei Triangeln an, trat 1885 nach einer Verwendung in Minden in die Loge Aurora als ständig Besuchender ein und siedelte 1891 nach Breslau über, wo er in die Loge Horus eintrat und zum Provinzialgroßmeister der Provinzialloge von Schlesien gewählt wurde. Nach seiner Versetzung 1893 nach Thorn schloss er sich der Loge Zum  Bienenkorb an, trat Ende September 1894 nach seinem Umzug nach Berlin zunächst der Loge Friedrich Wilhelm zur gekrönten Gerechtigkeit bei und wechselte nach kurzer Zeit zur Loge Urania zur Unsterblichkeit, die ihn 1895 zum  Meister vom Stuhl wählte.
Im Jahr 1897 wurde er Schriftleiter des Berliner Herolds, einer 1890 von Ferdinand Dross in Berlin begründeten vorwiegend geschäftlich angelegten Wochenschrift, die zeitweise unentgeltlich an die Logen versandt wurde und zu dieser Zeit in der Hauptsache auch geschäftliche Mitteilungen von Freimaurern für Freimaurer enthielt.

## Schriften (Auswahl)
als Autor
- Kurzgefaßtes Militär-Hand-Wörterbuch für Armee und Marine. Unter Mitwirkung von Offizieren, Sanitätsoffizieren der Armee und der Marine zusammengestellt und herausgegeben. Georg Lang, Leipzig 1896.
- Handbuch für Einjährig-Freiwillige Reserveoffizier-Aspiranten und Offiziere des Beurlaubtenstands der Pioniere und Verkehrstruppen. Sechste Auflage, Mittler, Berlin 1910.
- Neuere Selbstladepistolen. In: Kriegstechnische Zeitschrift. Mittler & Sohn, Berlin 1907, S. 200–207 (Digitalisat), S. 247–257 (Digitalisat) und S. 355–363 (Digitalisat)

als Schriftleiter
- Kriegstechnische Zeitschrift. Für Offiziere aller Waffen. Organ für kriegstechnische Erfindungen und Entdeckungen auf allen militärischen Gebieten. Erster Jahrgang, Mittler, Berlin 1898. (Digitalisat)